# Tokoïsme
Le tokoïsme ou tocoïsme désigne un courant évangéliste basé en Angola, fondé par Simão Gonçalves Toco. 
Né en 1918 dans la province de Uíge, celui-ci, après avoir évolué dans des communautés baptistes, crée son propre mouvement religieux en 1949. Les autorités coloniales portugaises considèrent le mouvement comme dangereux et le répriment, exilant plusieurs fois Simão Gonçalves Toco, d'abord dans la province de Namibe, puis, après le début de la guerre d'indépendance angolaise, aux Açores où il travaille comme assistant d'un gardien de phare. Il rentre en Angola en 1974 et meurt dix ans plus tard. 
Le tokoïsme reste aujourd'hui l'un des principaux mouvements religieux en Angola. Il est apparenté au kimbanguisme. 